# Mani, voyages dans le sud du Péloponnèse
Mani: Travels in the Southern Peloponnese
Mani, voyages dans le sud du Péloponnèse ((en) Mani: Travels in the Southern Peloponnese) est un récit de l'écrivain britannique Patrick Leigh Fermor (1915-2011) relatant son voyage avec sa future femme Joan (en) et son ami Xan Fielding dans la région du Magne (en grec : Μάνη, Máni), à l'extrémité sud du Péloponnèse en Grèce.

## Récit
La région du Magne est généralement considérée comme inhospitalière et isolée du reste de la Grèce en raison de sa géographie difficile. Les montagnes du Taygète s'étendent au milieu de la péninsule, limitant la plupart des implantations à de petits villages sur ou près de la côte.
La plus grande partie du livre évoque l'histoire des Maniotes et sur leur place plus large dans l'histoire grecque et européenne. Il contient de longues digressions sur l'histoire de l'art, les icônes , la religion et les mythes dans la société maniote. Le livre ne mentionne presque jamais ses compagnons de voyage et ne s'attarde que rarement sur les expériences l'auteur.
Sa future épouse Joan accompagne l'auteur dans son voyage et a pris un certain nombre de photographies présentées dans la version originale du livre

## Prix
- 1959 : Duff Cooper Prize

## Traduction en grec
Le livre a été traduit en grec par le futur premier ministre Tzannis Tzannetakis alors qu'il était en exil intérieur imposé par la junte militaire grecque. La traduction a été révisée après sa libération par Leigh Fermor qui a ajouté un chapitre supplémentaire sur les olives.

## Résidence de l'auteur
Devenus très attachés à cette région, Patrick et Joan Leigh Fermor se sont ensuite installés dans la péninsule de Mani, vivant dans une maison près de Kardamyli qu'ils ont conçue et construite. La demeure appartient aujourd'hui au Musée Benaki.